# Ustyniwka (hromada Malin)
Ustyniwka (ukr. Устинівка) – wieś na Ukrainie, w obwodzie żytomierskim, w rejonie korosteńskim, w hromadzie Malin. W 2001 liczyła 206 mieszkańców, spośród których 202 wskazało jako ojczysty język ukraiński, a 4 rosyjski.